# 애나 벨냅
애나 벨냅(Anna Belknap, 1972년 5월 22일 ~ )은 미국의 배우이다.

## 출연 작품

### 드라마
- 메디컬 인베스티게이션